# Sinucigașul
Sinucigașul este o pictură în ulei pe pânză realizată în perioada 1877-1881 de către pictorul francez Édouard Manet. Pictura a fost puțin studiată în cadrul operei lui Manet, de parcă istoricii de artă au avut dificultăți în a găsi un loc pentru această lucrare în dezvoltarea artei lui Manet.
Conținutul pictural al tabloului se limitează la un bărbat care pare să se fi împușcat - încă ține o armă în mână, el fiind căzut pe pat - și câteva piese de mobilier. Manet a înlăturat capcanele unor ilustrări anterioare ale sinuciderii și nu a furnizat alături niciun conținut narativ sau vreo „tendință moralizatoare”. Ulrike Ilg asociază tabloul cu realismul lui Gustave Courbet, menționând că acesta a folosit și o prezentare a morții în pictura sa Înmormântare la Ornans (1849–50), lucrare pe care Courbet a descris-o ulterior drept începutul noii sale abordări artistice.
Realismul Sinuciderii a alimentat speculațiile că înfățișează o sinucidere reală, dar subiectul, dacă este cazul, nu este cunoscut. Speculațiile au vizat un asistent al lui Manet care s-a sinucis în atelierul acestuia cu mai bine de un deceniu în urmă. O altă sinucidere despre care s-a crezut că are legătură cu tabloul a fost cea a unui artist despre care Émile Zola scrisese în 1866. Critici recente au minimizat aceste asociații.
Abordarea lui Manet în această reprezentare poate reprezenta dorința sa continuă de a se desprinde de tradiția academică, în care o reprezentare a sinuciderii nu s-ar putea încadra decât în genul picturii istorice - unde moartea și sinuciderea ar fi plasate într-o narațiune asociată cu sacrificiul, idealismul sau eroismul. Astfel de exemple includ Moartea lui Socrate (1787) de Jacques-Louis David, care ilustrează alegerea lui Socrate de a se sinucide în loc să se exileze. Nu există o astfel de afirmație care să stea la baza picturii lui Manet. Artistul nu a oferit un timp, un loc sau un protagonist. Pictura este realizată simplu, fără a exista prea multă atenție la stil. Această îndepărtare de tradiție se pare că ar fi stârnit controverse în rândul contemporanilor săi.